# Ligne 1 du tramway d'Anvers (1902)
Pour les articles homonymes, voir Ligne 1.
La ligne 1 du tramway d'Anvers est une ligne du tramway d'Anvers, qui a fonctionné de 1902 à 1965.

## Histoire
2 septembre 1902 : mise en service entre Anvers Noorderplaats devant la gare d'Anvers Bassins et Entrepots et la gare d'Anvers-Sud.
14 juillet 1965 : suppression.